# Капусса
Капусса (лат. Capusa; III век до н. э.) — царь массилиев в Восточной Нумидии. Сын Эзалка, унаследовавший от отца царскую власть вскоре после 207 года до н. э. Он не обладал силой и влиянием, и поэтому против него восстал Мазетул, представитель семьи, давно враждовавшей с царским домом. Капусса погиб в решающем сражении.